# Osteologie

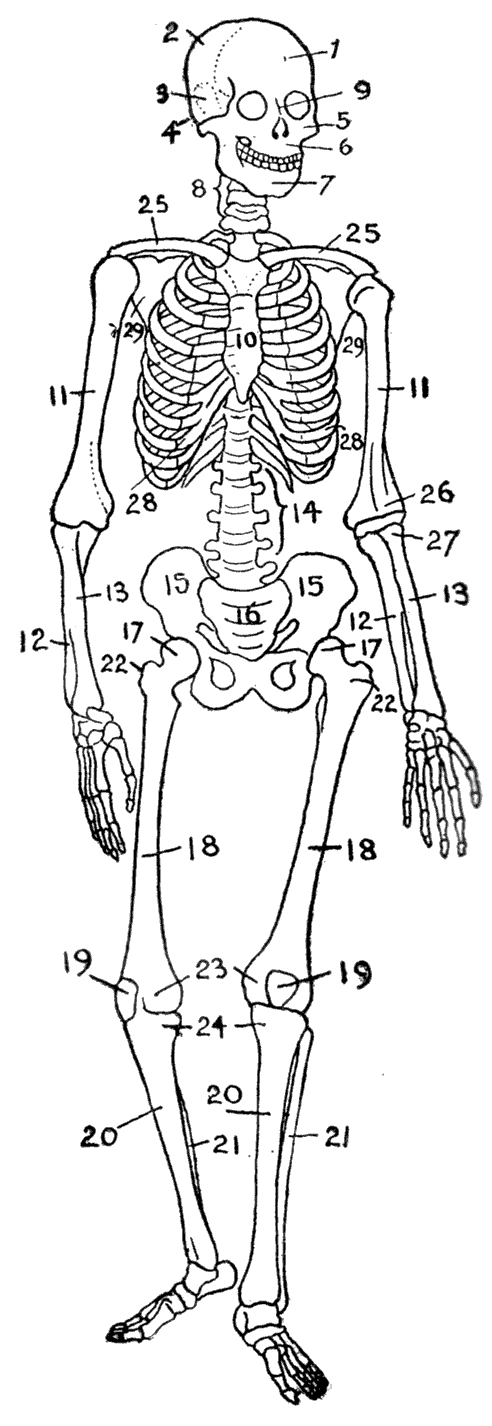
Lidská kostra

Osteologie (z řeckého osteon – kost a logos – nauka) je vědecký obor zabývající se studiem kostí, které se staly předmětem zkoumání lékařských disciplín antropologie, archeologie, paleontologie a dalších odvětví. Osteologická analýza kosterních pozůstatků se zaměřuje na patologické a tafonomické změny, anatomické variety a popis kostí, rovněž tak i další metody zkoumající kosterní materiál, s cílem určení věku, pohlaví a onemocnění jedince.
Osteologie jako lékařský obor se věnuje prevenci, diagnostice a léčbě metabolických kostních onemocnění (osteoporózy, osteomalacie aj.) Na Anatomickém ústavu Lékařské fakulty Univerzity Karlovy vydali první osteologickou publikaci Ladislav Borovanský a Otakar Hněvkovský v roce 1929, tematicky zaměřenou na růstovou a radiologickou studii. První osteologické pracoviště v Česku vzniklo pod vedením Jaroslava Blahoše v pražské Ústřední vojenské nemocnici roku 1997.